# Partizanske prepovedi
Partizanske prepovedi (kitajsko 黨錮之禍) je naziv dveh dogodkov v dinastiji Vzhodni Han, v katerih so aretirali številne konfucijanske učenjake, ki so služili kot uradniki v cesarski vladi Hana in nasprotovali močnim evnuhom, ter njihove podpornike, univerzitetne študente iz Luojanga. Evnuhi so oboje imenovali partizani (kitajsko 黨人, dangren). Nekateri uporniki so bili usmrčeni, nekateri  izpuščeni, vendar so izgubili državljanske pravice. Prvi incident, ki se je zgodil leta 166, je potekel večinoma brez prelivanja krvi. V drugem incidentu, ki se je zgodil leta 169, potem ko sta konfucijanska učenjaka Dou Vu, oče cesarice vdove Dou, in Čen Fan premagala evnuhe v fizičnem spopadu, je veliko partizanov izgubilo življenje. Omejitve državljanskih svoboščin, naložene preživelim partizanom, so bile odpravljene šele leta 184, ko je cesarja Linga zaskrbelo, da se bodo partizani pridružili uporu rumenih turbanov. 

## Prva prepoved
Korenine prve partizanske prepovedi segajo morda v leto 159, ko je cesarju Huanu s podporo petih močnih evnuhov uspelo v državnem udaru strmoglaviti Liang Džija, brata obeh njegovih nekdanjih cesaric regentk. Pet evnuhov in njihove sodelavce je postavil na močne državne položaje. Ti evnuhi in njihovi podporniki so postali izjemno pokvarjeni. Posledično so si številni konfucijanski uradniki iz cesarske uprave začeli zavestno prizadevati za oblikovanje koalicije, ki bi preprečila vpliv evnuhov. Konfucijanske uradnike so podpirali študentje iz prestolnice, ki so jih občudovali in oboževali kot junake v borbi proti nadvladi evnuhov. Nekaj let je na dvoru vladalo šibko ravnovesje moči. Včasih so uradniki uspešno obtožili evnuhe napačnega ravnanja in ti obtoženi evnuhi so izgubili oblast, včasih pa so bili uradniki neuspešni in so jih evnuhi izgnali iz vlade.
Zadeva je prišla do vrhunca leta 166 zaradi umora. Džang Čeng, vedeževalec v Luojangu, je predvidel, da bo prišlo do splošne pomilostitve, zato je svojemu sinu naročil, naj zagreši umor. Li Jing, eden od najpomembnejših konfucijanskih učenjakov v vladi in guverner province glavnega mesta, je Džangove aretiral, toda takrat je bila izdana splošna pomilostitev. Jezni Li Jing pomilostitve ni upošteval in Džangove usmrtil. Li  ni pričakoval, da bodo Džangu naklonjeni evnuhi nato obtožili njega in druge uradnike, da spodbujajo študente k kritiziranju vlade in cesarja. Cesar Huan je postal izjemno besen in aretiral Lija ter ministra Du Mija (杜密) in Čen Šjanga in približno 200 študentov. Čen Fan je nadaljeval s protesti in bil odstavljen s svojega položaja.
Naslednje leto (167) je Dou Vu vložil skromno peticijo, v kateri je zahteval popustljivost do partizanov in ponudil svoj odstop. Podobno peticijo je vložil uradnik Huo Šu. Evnuhi so postali zaskrbljeni ne samo zaradi peticij, ampak tudi zato, ker so bili v zapisnikih zaslišanj  univerzitetnih študentov pogosto omenjeni njihovi lastni družinski člani, zato so želeli, da se preiskava konča. Univerzitetni študenti so bili izpuščeni in izgnani  v svoje domače komandature. Državljanske svoboščine so jim bile odvzete za vse življenje.

## Vrnitev državljanskih svoboščin
V začetku leta 168 je cesar Huan umrl brez dediča. Oblast v državi je kot regentka prevzela cesarica vdova Dou. Glavna dvorna uradnika sta postala njen oče Dou Vu in Čen Fan. Za novega cesarja so izbrali Liu Honga,  dvanajstletnega markiza iz Džjedutinga. Cesarica vdova je še naprej služila kot regentka. Po nasvetu svojega očeta in Čena je obnovila državljansee svoboščine partizanov in mnoge od njih celo postavila za cesarske uradnike. 
Kasneje leta 168 sta Dou Vu in Čen postala zaskrbljena zaradi prevelikega vpliva evnuhov na mladega cesarja in cesarico vdovo in začela načrtovati iztrebljanje vodilnih evnuhov. Ko se je razvedelo za njun načrt, so evnuhi zaprli cesarico vdovo Dou, da bi dobili njen pečat. Mobilizirali so cesarsko stražo, ki je Čena aretirala  in usmrtila. Dou Vu se je uprl, vendar je bil po kratki kampanji v prestolnici in njeni bližini poražen in je naredil samomor. Evnuhi so iz vlade nemudoma odstranili vse partizane  in jim znova odvzeli državljanske svoboščine.

## Druga prepoved
Evnuhi se niso zadovoljili samo z odstranitvijo partizanov iz vlade. Leta 169 so prepričali 13-letnega cesarja Linga, da se partizani nameravajo upreti. Vodilni partizani, med njimi Li, Du in Fan Pang, so bili aretirani in usmrčeni. Življenje je izgubilo še približno sto drugih. Številni partizani so se skrili s pomočjo podtalne mreže, ki je ostala večinoma anonimna tudi kasneje. Partizanom, ki jih niso aretirali, so dodatno omejili svobodo. 

## Konec
Leta 184, po začetku upora rumenih turbanov, je Lu Čjang, eden od evnuhov, ki je simpatiziral s partizani, prepričal cesarja Linga, da bi se partizani lahko pridružili  uporu rumenih turbanov, če jim ne oprosti. To bi cesarski upravi povzročilo veliko škodo. Cesar Ling je zato partizane pomilostil in jim vrnil državljanske svoboščine.  Lu je postal žrtev jeze svojih kolegov evnuhov. Kasneje istega leta je bil lažno obtožen zarote proti cesarju in storil samomor.